# حويجة حلاوة (الرقة)
حويجة حلاوة قرية سورية تتبع ناحية الجرنية في منطقة الثورة في محافظة الرقة. بلغ عدد سكانها 1651 نسمة في عام 2004 حسب إحصاء المكتب المركزي للإحصاء.